# 예브게니 할데이
예브게니 아나니예비치 할데이(러시아어: Евге́ний Ана́ньевич Халде́й, 우크라이나어: Євге́н Ана́нійович Халде́й 예우헨 아나니요비치 할데이[*], 1917년 3월 23일~1997년 10월 6일)는 소련과 러시아의 사진작가이다. 그는 제2차 세계 대전 당시, 나치 독일의 수도인 베를린의 국가의회 의사당에 "국가의회 의사당 위의 적기"라는 사진을 찍은 것으로 잘 알려져 있다.

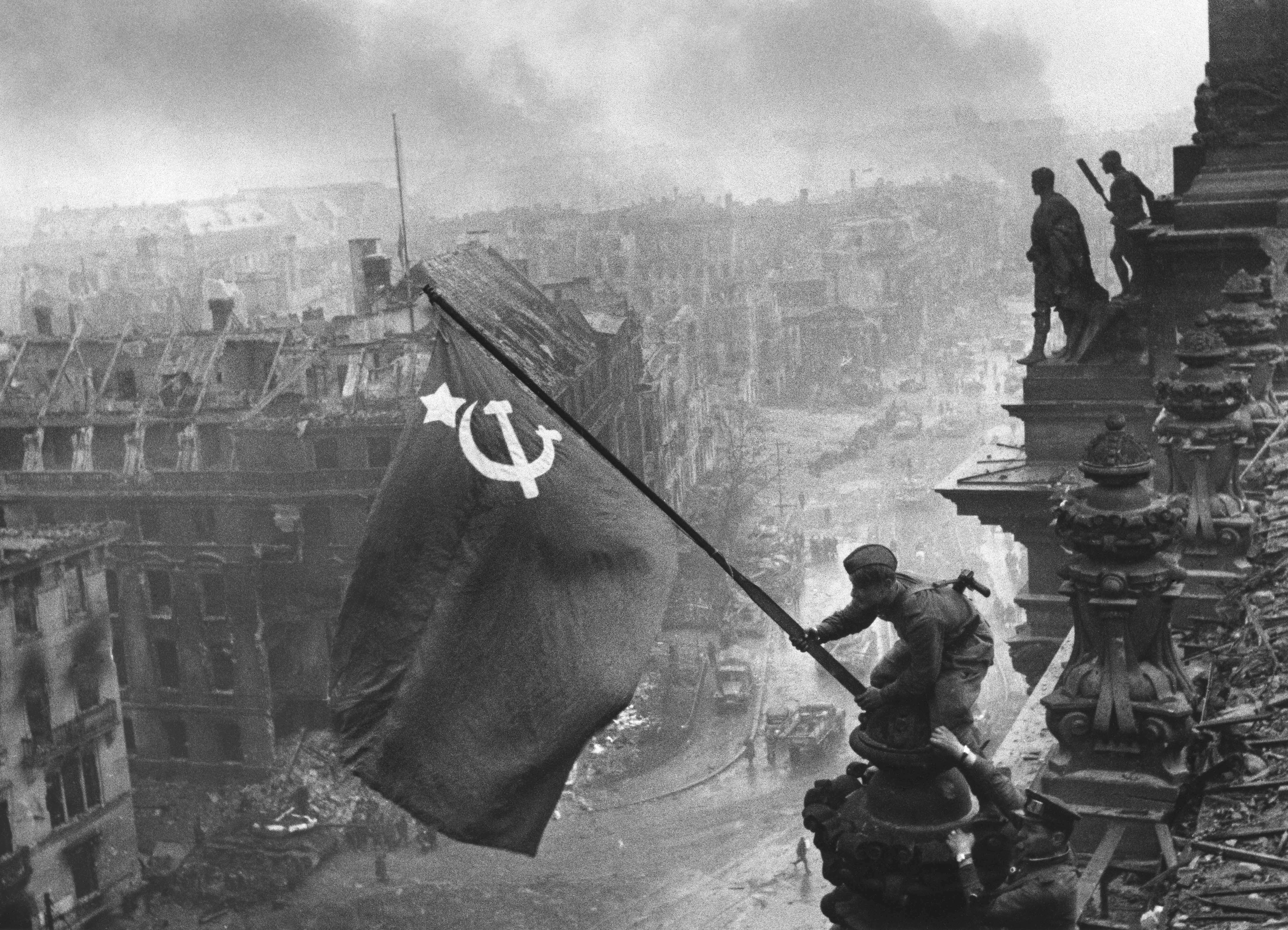
1945년 5월에 할데이가 촬영한 사진인 국가의회 의사당 위의 적기